# 高地牛

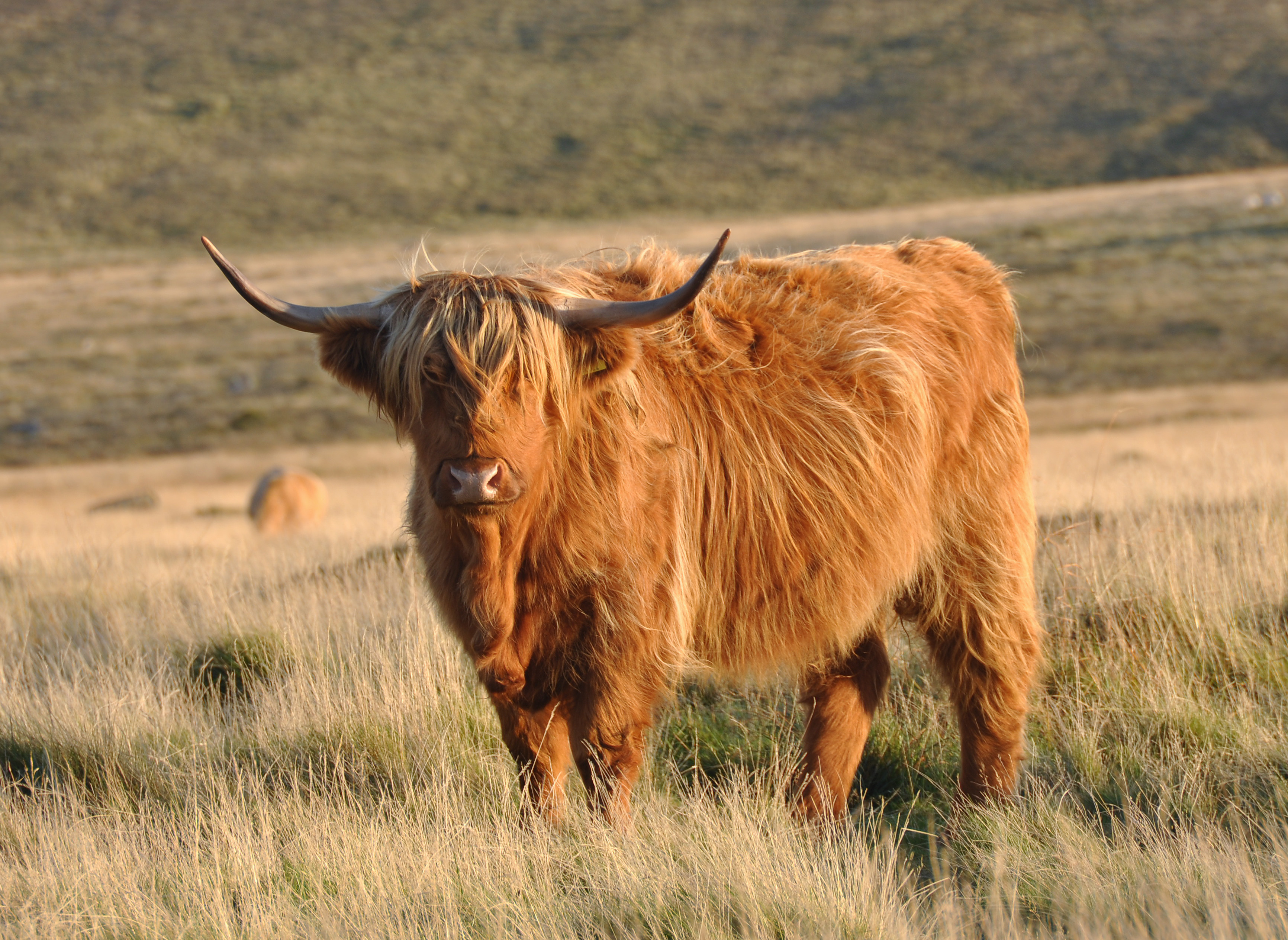

高地牛（英語：或）是一種原產於蘇格蘭高地的家牛品種，以長毛和長角為特徵。有紅、黑、黃、暗褐、雜色等顏色。
目前在北美洲、澳洲
等地皆有飼育。
高地牛是很早就出現的一種牛，幾百年前人們已發現牠的蹤迹。據科學家推測，當時冰河世紀還沒結束，歐洲野牛跨過大陸橋，來到英國的土地，隨後冰川融化，海平面上升，牠們再也無法回到歐洲大陸。在艾爾郡和伯威克夏的泥炭中，不少歐洲野牛的化石重見天日，牠們的身材非常魁梧，比現在的高地牛高出6英尺。隨著狩獵的加劇和棲息地的喪失，這些野牛被迫向大不列顛島邊遠的北部和西部地區遷徙。人類在獵殺牠們的同時，也逐漸馴化牠們。
考古學家還發現，有一個體型更小的分支，公元前3000年已存在於蘇格蘭。牠們的骨骼和紅色毛髮出現在泥炭下的黃油中。專家推測，這些毛髮可能是擠奶時掉進牛奶的。第二個品種被稱為凱爾特短角牛，化石顯示牠們的頭骨比其歐洲野牛更窄，角也更短。一種觀點認為，這是移民帶來的牛與當地的野牛交配後產生的新品種。當時在蘇格蘭範圍內沒有其他品種，短角牛和歐洲野牛成為了高地牛的祖先，而祖先的特徵也遺傳下來。
直到羅馬人和維京人來到蘇格蘭，才有其他品種的牛出現。當時，由於蘇格蘭地處偏遠的高地，不易將新品種引進，因此，與其他種類相比，高地牛的基因是顯性基因，生理特徵更為鮮明。儘管蘇格蘭的最後一頭歐洲野牛在9世紀左右徹底絕種，但雜種的高地牛卻開始繁衍光大。
至今，牠們仍保留很多祖先的經典特徵。
高地牛身體强壯，即使在天氣惡劣的蘇格蘭高地和島嶼上也能生存。偏遠高地的牛身軀比較大，毛色發紅，而西部島嶼的牛身軀比較小，毛色發黑。今天，這兩個地方的高地牛被定為一個品種，毛色有紅、黑、淺棕、黃，以至白色。公牛可以長到800公斤（1800英镑），一般可以長到高106到120厘米（ 3.5至4英呎）。母牛也可以長到500公斤（1100英镑），高96到106厘米（3至3.5英呎）。
高地牛毛茸茸、看起來可愛的額髮在冬夏季節皆有其用處，冬天可以防風防雨雪，夏天可以驅趕那些傳播病毒的飛蟲。
古代的農夫在晚上會把牛群趕進牛棚，棚子用石頭砌成，前面是空的，既可以為牛群遮擋風雨，又能保護牠們免受狼傷害。
高地牛對嚴酷環境的耐受力很強，由於牠們可以吃品質很差的口糧，故不像其他品種一樣挨餓。濃密的皮毛可以保護它們不受惡劣天氣、不良工作環境的影響。從很早以來，牠們就是農場的中堅：給人們供應牛奶、肉和皮毛。多個世紀以來，牠們的牛角都可當作飲用水的器皿。用銅栓釘住牛皮，就像個帳篷一樣遮風避雨。這些場景在凱爾特人部落的壁畫上都出現過。此外，牠們還可以用於製作拖鞋、吊門、靴子、皮包、皮帶和馬鞍等。
牛角的形狀是個重要的信號，一般來說，母牛的角應該從頭上先向前直長，然後向上長；公牛的角應該直長，然後向前長。因此，倘若角向下長，就較不被視為好牛。
高地牛獨特的地方是，牠們身上長著兩層毛。外層的毛又粗又長，有的長達33厘米（13英寸），這層毛油脂豐富，可以隔開雨雪；內層的毛又軟又細，像羊絨一樣可以保暖。夏天，如果天氣太熱、太乾燥，高地牛就會脱去那身厚重的外衣，等天氣轉涼，變得濕冷時，牠又會長出新毛。
高地牛毛茸茸的外表儘管無法評估有多大商業價值，但這樣的外型讓牠們免於滅絕。從維多利亞女王開始，英國皇室就開始關注牠們。在溫莎，高地牛與短角公牛雜交，但牠們還是被驅逐出去了，由於「蘇格蘭野牛」的名聲。這樣當女士們在公園裡就不會被這些「野獸」的黑眼睛嚇倒。
就食用牛肉而言，高地牛在全球並非理想的選擇。然而，高地母牛和短角肉牛的雜交可以產生一種名為Luing的牛。該牛按照歐洲大陸沙羅菜牛的方式養殖，為超市需求的一種肉類。純種高地牛的牛肉就很難達到高標準的認可。不過，也有牛肉鑒賞家認為，高地牛的形狀雖然欠佳，但其牛肉的脂肪層如大理石般貫穿其中，有一種美妙絕倫的味道。
比起那些密集的室內圈養，高地牛開放式的飼養就像我們所理解的「走地雞」一樣，意味著需要更長的生長周期，換句話說，肉質更有嚼勁。
雖然商業價值欠佳，牠們還是被運到全球各地，無論是嚴寒的俄羅斯或加拿大，還是南美的阿根廷、秘魯，你都可以看到毛茸茸的高地牛。
相較於羊會咬斷樹苗和植物的根，破壞植物，一般的牛（包括高地牛）並沒有這種破壞性。事實上，高地牛還有助於牧場的草長得更好。高地牛的雙角長而有力，嘴又大又寬，因此能夠清除沒用的灌木，這些植物是大多數品種的牛都不會碰的。高地牛也可以在肥沃的低地草場養殖，在那裡牠們長得更快。但牠們最大的優點並不是商業方面，而在於其粗放的天性。農場主意外地發現，高地牛可以讓草場變得更好，因為牠們吃掉老的木本植物，促使青草生長。而後者正是綿羊的最佳食物。經過高地牛這個家務員的料理，草木得以再生。
高地牛的雙層毛衣還有另一個很大的好處。由於不需要額外的一層脂肪去保暖，所以高地牛的肉，脂肪和膽固醇的含量都不高；但鐵和蛋白質的含量，卻比其他牛的肉高。